# Detlef Kraft
Detlef Kraft (* 22. Mai 1950 in Berlin) ist ein deutscher Bildhauer.

## Leben und Werk
Detlef Kraft studierte von 1970 bis 1975 an der Hochschule für bildende Künste in Berlin.
Im Jahr 1975 war er Meisterschüler bei Joachim Schmettau.
Von 1975 bis 1976 war Kraft Assistent am Lehrstuhl für Elementares Formen am Fachbereich Architektur der Technischen Universität Braunschweig.
Von 1977 bis 1980 war er freischaffend in Berlin und Braunschweig tätig.
Seit dem Jahr 1979 ist Kraft als freischaffender Künstler in Darmstadt tätig.
Von 1980 bis 1985 war Kraft Assistent bei Waldemar Grzimek am Fachbereich Architektur der Technischen Universität Darmstadt.
Im Jahr 1986 hatte er einen Lehrauftrag für Freihandzeichnen an der  Handwerkskammer in Mainz.
Von 1990 bis 1991 hatte Kraft einen Lehrauftrag für Plastische Grundlagen an der Fachhochschule Mainz.
Im Jahr 1997 war er Gastprofessor an der Hochschule für Künste in Bremen.

### Teilnahme an internationalen Bildhauersymposien
- 1985 Carrara (Italien)
- 1990 Diago (Japan)
- 1993 Winnipeg (Kanada)
- 1995 Rehoboth (Namibia)
- 1998 Pirmasens (Deutschland)

Kraft schafft zumeist figurale Plastiken und informelle Materialbilder.

## Auszeichnungen
- Preis der Darmstädter Sezession (1978)
- Georg-Christoph-Lichtenberg-Preis (1992)
- Mehrere 1. Preise bei Kunst-am-Bau-Wettbewerben

## Bildergalerie

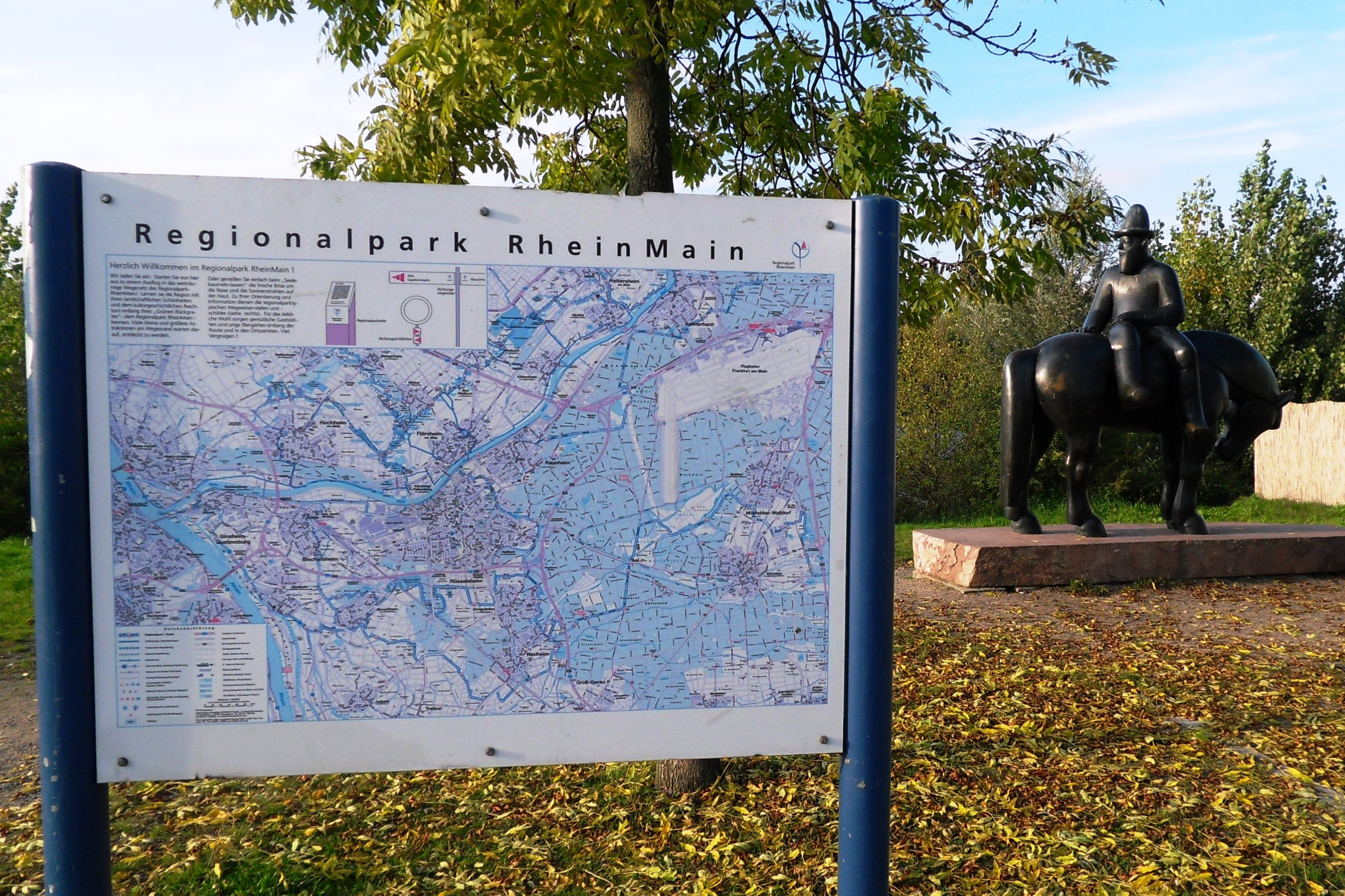
Leinreiter-Denkmal am Mainufer in Rüsselsheim (1994)
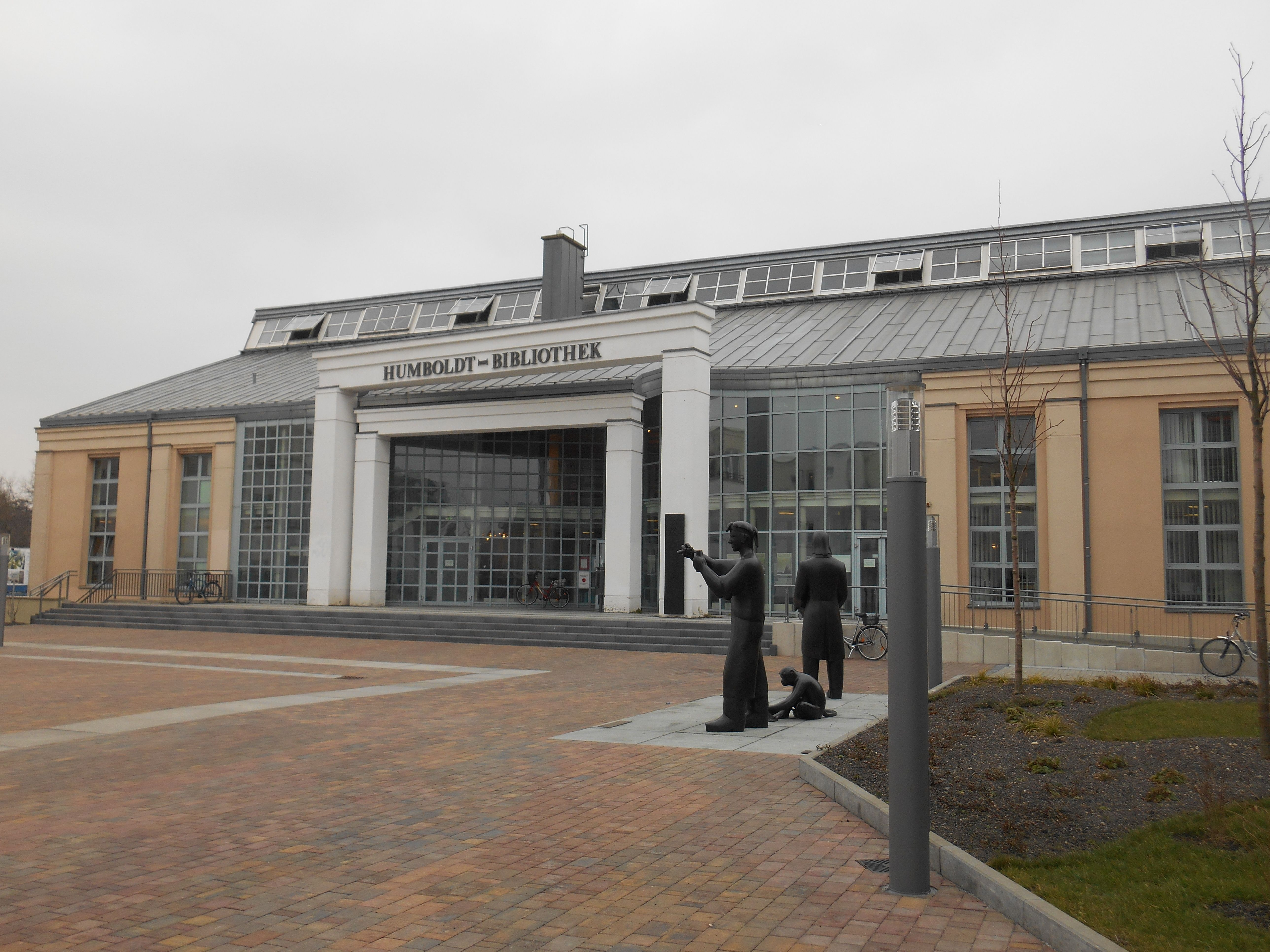
Humboldt-Denkmal vor dem Humboldt-Museum in Berlin-Reinickendorf (1997)
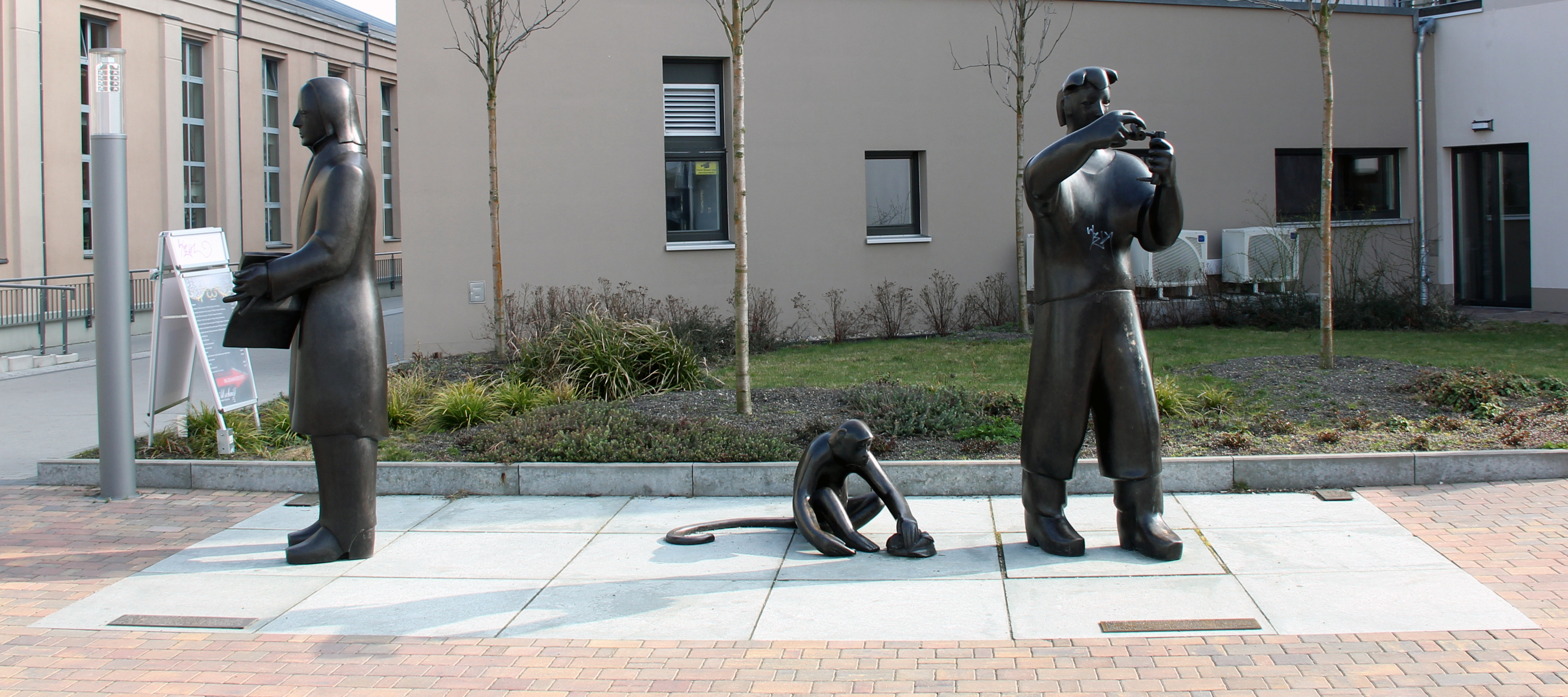
Humboldt-Denkmal vor dem Humboldt-Museum in Berlin-Reinickendorf (1997)
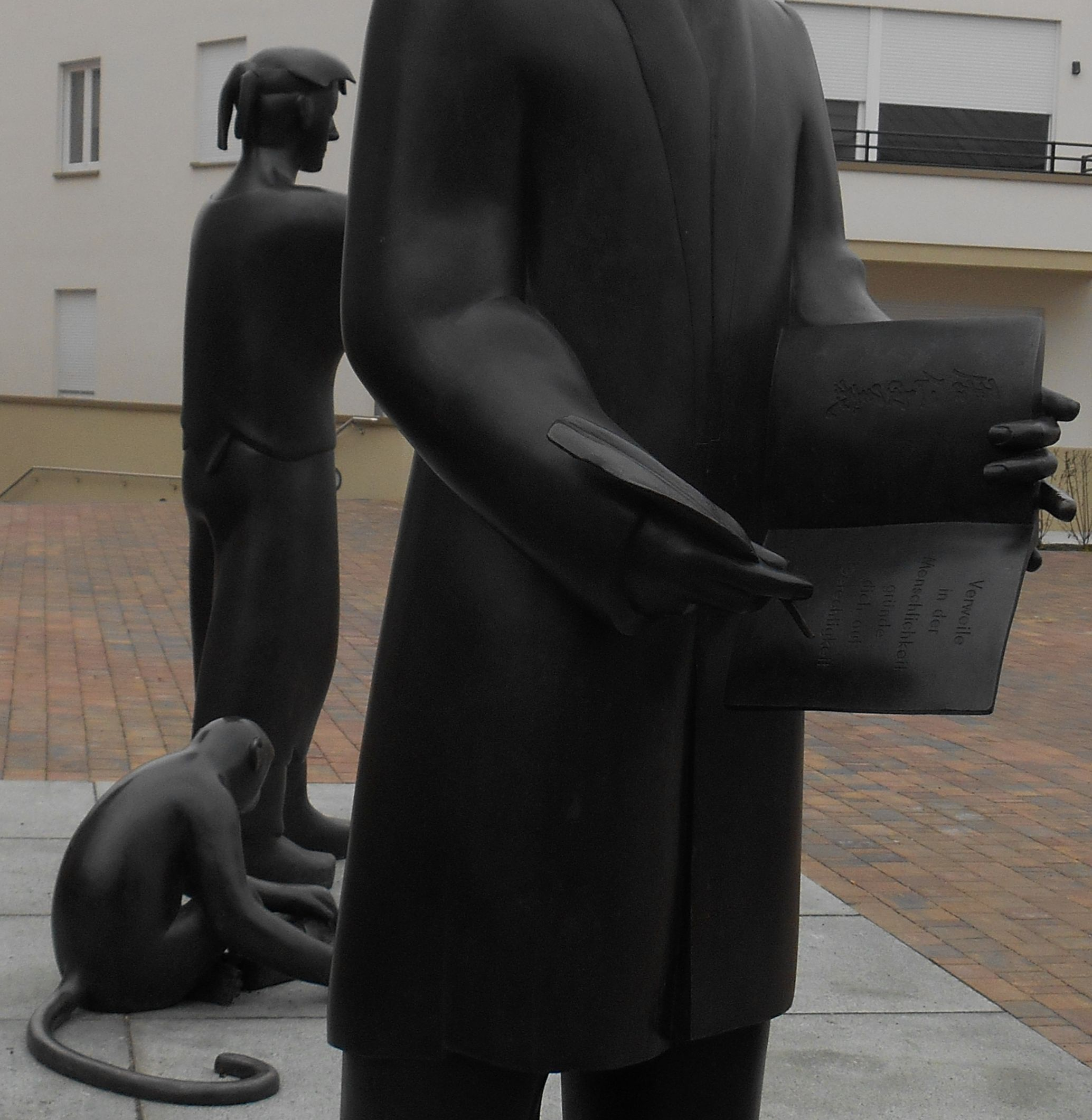
Humboldt-Denkmal vor dem Humboldt-Museum in Berlin-Reinickendorf (1997)
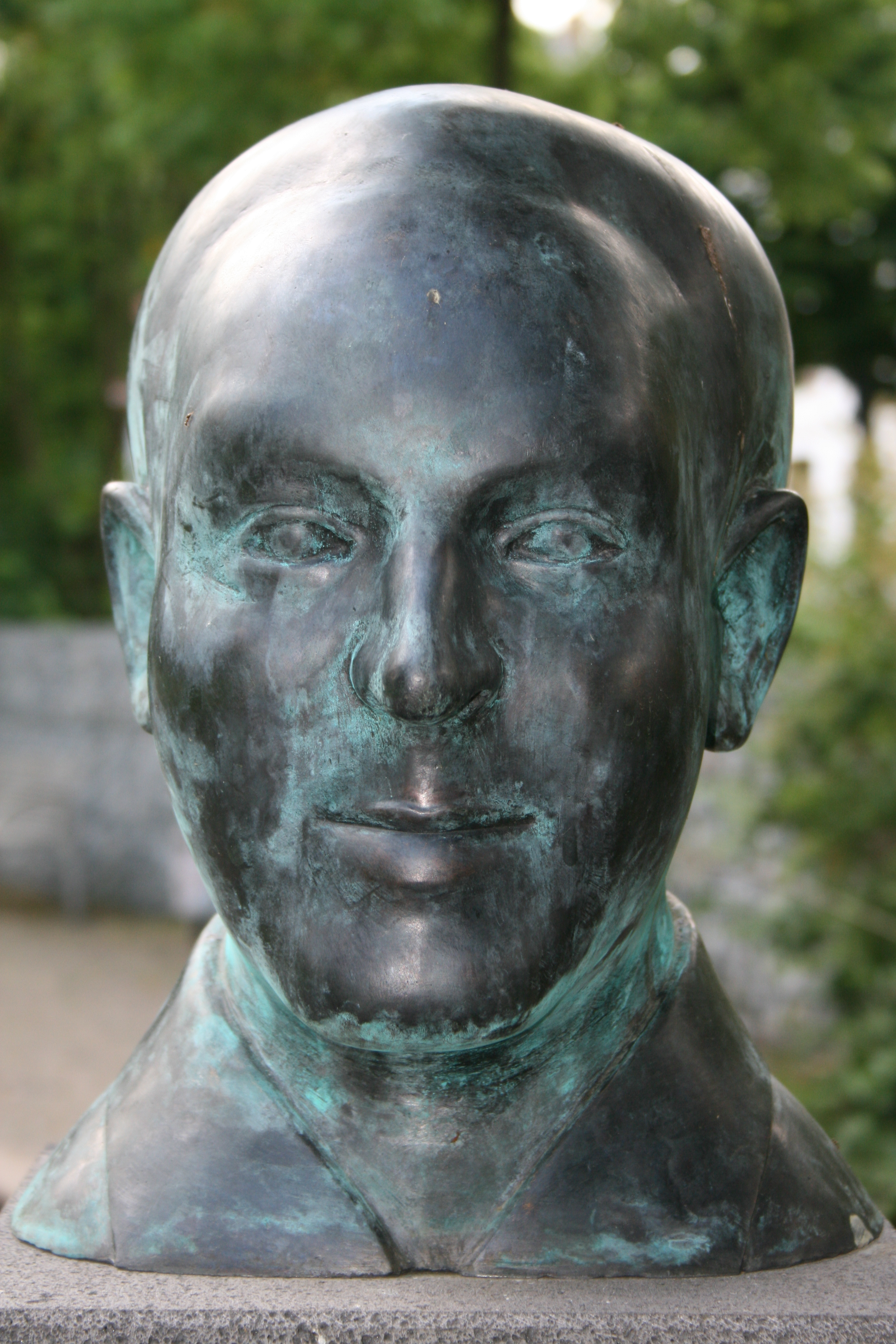
Hein Heckroth (2007)
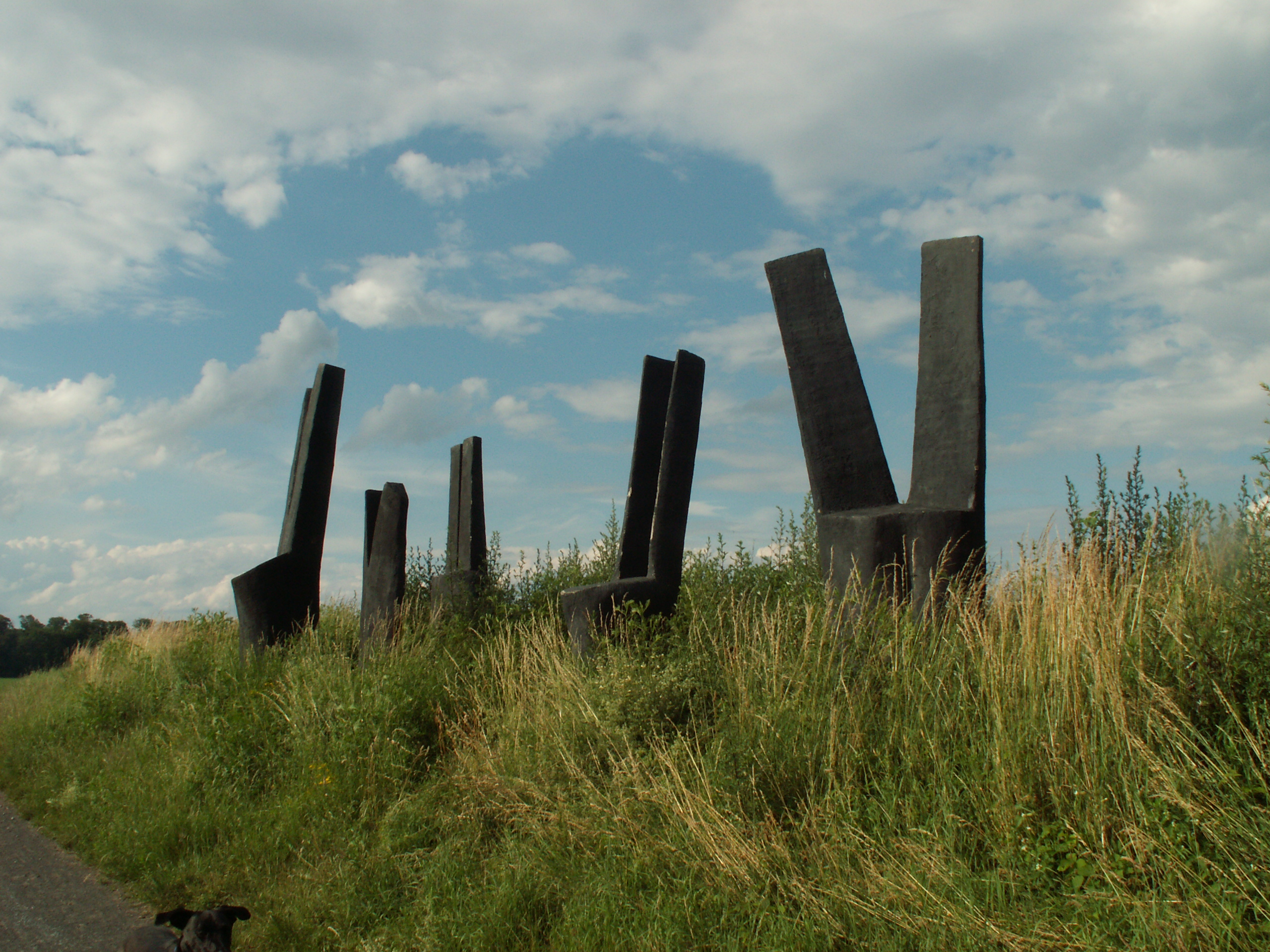
Die Unbesiegbaren auf dem Oberfeld, Darmstadt (2007)